# Country rock
A country rock a popzene egy alműfaja, a rock és country összeállításából alakult ki. A kifejezést általában a rockzene azon hullámában készült felvételek leírására használják, amelyeket country-stílusban kezdtek rögzíteni az 1960-as évek végén és az 1970-es évek elején, Bob Dylannel és a The Byrds-szel kezdve; legnagyobb népszerűségüket az 1970-es években elérve olyan előadókkal, mint Emmylou Harris és az Eagles.

## Története
A rock and roll gyakran a rhythm and blues country zenével történő egyfajta kombinálása, az összeolvasztás különösen nyilvánvaló az 1950-es évek rockabilly-jében, és kereszteződés volt mindkét műfaj történetében, habár a country-rock kifejezés általában az olyan, 1960-as évek végi, 1970-es évek eleji rockzenészek hullámának bemutatására volt használatos, akik elkezdtek coutry-témákat, énekstílusokat és hozzáadott hangszerelést (jellemzően acélpedálos gitárt) használni rockfelvételeiken.

## Eredete
Country-hatások hallhatók az 1960-as években a rockfelvételeken, beleértve olyan számokat, mint a Beatles 1964-es For Sale albumán szereplők (ide tartozik például az "I'll Cry Instead" és a "Baby's in Black"), a Rolling Stones 1966-os "High and Dry"-ja, csakúgy, mint a Buffalo Springfield szintén 1966-os "Go and Say Goodbye"-ja és az 1968-as "Kind Woman”-je. 1966-ban, sok rockzenész egyre inkább kiterjedt és kísérleti pszichedeliához közelítésével, Bob Dylan élen járt a vissza-az-alapokhoz gyökereinek felélesztésével, amikor Nashville-be ment felvenni a Blonde on Blonde albumot, olyan jelentős helyi zenészekkel dolgozott együtt, mint Charlie McCoy. Ez, és az ezt követő még tisztábban country-hatású albumokat, az 1967-es John Wesley Harding-ot és az 1969-es Nashville Skyline-t tekintették a country folk műfajának létrehozóinak, egy javarészt akusztikus, népzenészek sokasága által követett út megteremtőinek.
Dylan iránymutatását követte a The Byrds is, akikhez 1968-ban csatlakozott Gram Parsons. Abban az évben korábban Parsons megjelentette a Safe at Home-ot (habár az album legelső felvételeire 1966-ban került sor) az International Submarine Band-del, amely széles körben alkalmazta az acélpedált és egyesek szerint ez az első igazi country-rock album. Parsons jelenlétének a The Byrds-ben az 1968-as Sweetheart of the Rodeo lett az eredménye, melyet a műfaj egyik legjobb és legütősebb felvételének tartanak. A The Byrds egy rövid ideig hasonlóképpen folytatta, bár Parsons nem sokkal azután távozott, hogy az album kiadásához csatlakozott egy másik ex-Byrds tag, Chris Hillmann is a The Flying Burrito Brothers-ből. A következő két év alatt felvették a The Gilded Palace of Sin albumot 1969-ben, és a Burrito Deluxe-t 1970-ben, amely segitett megteremteni a műfaj jellemzőit és jóhírét, mielőtt Parsons távozott, hogy folytassa 
szólókarrierjét.

## A csúcs
A country rock egy különösen népszerű stílus volt California zenei életében az 1960-as évek végén, és olyan zenekarok is átvették, mint a Hearts and Flowers, a Poco (Richie Furay által alakított egykori Buffalo Springfield) és a New Riders of the Purple Sage. Néhány folk-rocker követte a Byrds-öt ebbe a stílusba, köztük a Beau Brummels-szel és a Nitty Gritty Dirt Band-del. Számos előadóművész szintén élvezte a country-hangzás alkalmazásának reneszánszát, beleértve a Everly Brothers-t, melynek 1968-as Roots albumát általában a legjobb munkáik közt említik; az egykori tinibálvány, Rick Nelson-t, aki Stone Canyon Band frontembere lett; John Fogerty elhagyta a Creedence Clearwater Revival-t a country-hangzású The Blue Ridge Rangersért; Mike Neshmith, megalapította a First National Band-et a Monkees-ből való érkezése után; és Neil Young, aki a pályája során ide-oda mozgott a műfajban. Egy a kevés sikeres country-tól a rock felé fordulás közül a The Dillards zenekar volt.
A legnagyobb kereskedelmi sikereket a country rock az 1970-es években érte el a Doobie Brothers R&B elemekkel történő mixelésével, Emmylou Harris (Parsons korábbi háttérénekese) a “country-rock királynőjévé” vált, és Linda Ronstadt a műfaj egy nagyon sikeres pop-orientált védjegyét hozta létre. Az Ohio-i Craig Fuller megalapította a Pure Prairie League-t, amely mind kritikailag, mind pedig kereskedelmileg sikeres volt öt közvetlen Top 40-es nagylemez kiadásában, ide értve az 1972-es Bustin' Out-ot, melyet az Allmusic kritikusa, Richard Foss is elismert “a country-rockban egyedülálló albumként”, és a Two Lane Highway-t, melyet a Rolling Stone Magazine úgy jellemzett, mint “méltó párja a The Byrds által kedvelt Sweetheart Of The Rodeo-nak és a műfaj más gyöngyszemeinek”. A Ronstadt háttérzenekarának egykori tagjai átalakultak az Eagles-szé (a Flying Burrito Brothers, a Poco és a Stone Canyon Band tagjaival feljavítva), és minden idők egyik legsikeresebb rock-előadói lettek, megjelentetve olyan albumokat, mint a Desperado 1973-ban és a Hotel California 1976-ban.

## Örökség
Ezen a maroknyi csillagon kívül a country rock legnagyobb jelentősége a más műfajok művészeire gyakorolt hatása volt, beleértve a The Band-et, a Grateful Dead-et, a Creedence Clearwater Revival-t, a The Rolling Stones-t és George Harrison egyéni munkáját. Szintén szerepet játszott a déli rock fejlődésében, amely - habár nagyrészt a blues-rockból származott - egy külön délies lendülettel bírt, és előkészítette az utat az alternatív country mozgalom számára. A műfaj népszerűsége az 1970-es évek végén csökkent, de néhány jól megalapozott művész, akik közé Neil Young is tartozott, folytatta a country-árnyalatú rock bevitelét a huszonegyedik századba. A country rock úgy maradt fenn, mint egy kultikus erő Texasban, ahol az olyan művészek, mint a The Flatlanders, Joe Ely, Butch Hancock, Jimmy Dale Gilmore és a California-i székhelyű Richard Brooker együttműködtek és felvételeket készítettek. Más előadók esetenkénti felvételeket vezettek be a műfajba, mint például Elvis Costello 1981-es Almost Blue-ja és a Robert Plantés Alison Krauss együttműködéséből született Raising Sand, mely 2007 egyik legnagyobb kereskedelmi sikert elért albuma.

## Fordítás
- Ez a szócikk részben vagy egészben  a   Country rock című angol Wikipédia-szócikk fordításán alapul.  Az eredeti cikk szerkesztőit annak laptörténete sorolja fel. Ez a jelzés csupán a megfogalmazás eredetét és a szerzői jogokat jelzi, nem szolgál a cikkben szereplő információk forrásmegjelöléseként.